# Burning Up (chanson de Madonna)
Pour les articles homonymes, voir Burning Up.
Vous lisez un « bon article » labellisé en 2010.  Il fait partie d'un « bon thème ».
Singles de Madonna
Everybody
(1982) Holiday
(1983)
Pistes de Madonna
Borderline
(2) I Know It
(4)
Burning Up est le deuxième single de la chanteuse américaine Madonna. Il apparaît sur l'album Madonna en 1983. La chanson est sortie le 9 mars 1983. Madonna présente une maquette de la chanson à Sire Records qui donne son accord pour l'enregistrement de la chanson après que son premier titre, Everybody, soit devenu un succès dans les hit-parades dance américains. Madonna travaille avec le réalisateur artistique Reggie Lucas et John Benitez qui introduit les riffs de guitare. L'instrumentation de la chanson est constituée d'une guitare basse, un synthétiseur et une batterie. Les paroles décrivent la confiance de la chanteuse lors de sa déclaration d'amour à son amant.
Accompagnée de Physical Attraction sur sa face B, la chanson reçoit un avis mitigé des critiques qui trouvent qu'elle est sombre et a été composée dans la précipitation, mais apprécient toutefois ses rythmes dance. Le single n'a pas connu un grand succès commercial dans le monde sauf dans les hit-parades dance, où il atteint la troisième place. Il est également apparu en bonne position dans le top 20 en Australie. Après quelques apparitions en direct dans les discothèques pour promouvoir le single, Madonna l'interprète durant son Virgin Tour en 1985. Elle interprète aussi une version avec une guitare électrique en 2004 lors de son Re-Invention Tour. La chanson est également incluse dans la compilation Celebration sortie en 2009.
Le clip réalisé pour accompagner la chanson montre Madonna dansant sur une route déserte la nuit. De nombreux critiques font remarquer que le clip de Burning Up marque le début d'une description de Madonna prenant le contrôle d'une sexualité masculine déstabilisée.

## Genèse et sortie

### Contexte et production
En 1982, Madonna habite New York et essaie de lancer sa carrière musicale. Stephen Bray, son petit ami de Détroit, la rejoint et devient le batteur de son groupe le Breakfast Club. Plus tard, ils abandonnent le groupe et le genre hard rock pour signer un contrat chez une société de musique appelée Gotham Records, avec qui ils se lancent dans la musique funk. Très vite, ils renoncent à ces projets. Madonna réalise des maquettes de trois chansons intitulées Everybody, Ain't No Big Deal et Burning Up. Elle présente d'abord la bande son d'Everybody au DJ Mark Kamins, qui après l'avoir écoutée, l'envoie signer un contrat avec Sire Records pour réaliser un single. Lorsque Everybody devient un succès dance, Sire Records décide de continuer à collaborer avec elle et de réaliser un album. Cependant, Madonna ne choisit pas de travailler avec Bray ou Kamins mais plutôt avec Reggie Lucas, un réalisateur artistique de Warner Brothers. Michael Rosenblatt, le directeur de l'A&R de Sire Records, explique à Kamins qu'ils souhaitent un réalisateur artistique ayant plus d'expérience pour travailler avec la chanteuse, c'est pourquoi ils choisissent Lucas. Celui-ci pousse Madonna dans une carrière orientée vers la musique pop, puis réalise Burning Up et Physical Attraction pour elle.
Durant la production des pistes, Lucas modifie complètement leurs structures par rapport aux maquettes originales. Madonna n'accepte cependant pas ces changements. C'est ainsi que John « Jellybean » Benitez, un DJ de la discothèque Funhouse Disco, est appelé pour remixer les pistes. Il y ajoute quelques riffs de guitare et des arrangements vocaux dans Burning Up. Sire Records conserve le single et envoie Madonna dans plusieurs discothèques de New York pour en faire la promotion. Ils engagent aussi la styliste et créatrice de bijoux Maripol afin d'aider Madonna pour la réalisation de la couverture du single. La pochette du 45 tours de Burning Up est conçue par Martin Burgoyne.

### Description musicale
Burning Up se compose d'un arrangement de basse, de guitare et de boîte à rythmes. Les riffs de la guitare ne sont pas caractéristiques des derniers enregistrements de Madonna, au contraire, les battements répétés du tom dans la chanson, rappellent les productions du chanteur Phil Collins. La chanson ressemble beaucoup à la fin disco du nouveau romantisme et pourrait presque être du Gary Numan. Elle intègre également des guitares électriques et les synthétiseurs les plus à la pointe de l'époque. Le refrain répète trois fois les mêmes paroles « I'm burning up, burning up for your love », tandis que le pont se compose d'une série de paroles à double sens qui décrit ce qu'elle est prête à faire pour son petit ami mais aussi qu'elle est individualiste et effrontée. Selon la partition publiée par Alfred Publishing, Burning Up a une signature rythmique commune et un tempo dance de 138 pulsations par minute. La chanson se situe dans la tonalité de si mineur tandis que la voix de Madonna se situe entre les notes la 3 et si 4. Burning Up suit la progression d'accords de si mineur, si mineur 7, la, sol et si  5.

## Accueil

### Critiques de la presse
Dans son livre The Complete Guide to the Music of Madonna, Rikky Rooksby écrit que la chanson est nettement moins bonne que d'autres chansons comme Lucky Star ou Borderline. Sal Cinquemani de Slant Magazine trouve que la piste est nerveuse et a des consonances punk, alors que Stephen Thomas Erlewine de AllMusic pense plutôt que Burning Up et la face B Physical Attraction, plus sombres, expriment un intense désir charnel. Don Shewey de Rolling Stone la qualifie de  tout en complimentant la face B : « Physical Attraction est pratiquement un résumé de l'histoire des bals de fin d'année du lycée, avec des références espiègles à Cherish de The Association et à Physical d'Olivia Newton-John ». Robert Christgau qualifie le 45 tours de Burning Up et Physical Attraction d'« électroporno ». Santiago Fouz-Hernández, dans son livre Madonna's drowned worlds, complimente la chanson pour son côté entraînant et Jim Farber de Entertainment Weekly ajoute que Burning Up prouve que Madonna peut aussi faire du rock. Bill Lamb de About.com déclare que les chansons de l'album possèdent « d'irrésistibles accroches  ».

### Classements
Comme pour Everybody qui la précède, Burning Up n'entre pas dans le hit-parade du 
Billboard Hot 100, mais cette fois-ci, la chanson n'est même pas classée dans le Bubbling Under Hot 100. La chanson a cependant réussi à atteindre la troisième place du Billboard Hot Dance Club Play et est restée dans le hit-parade pendant six semaines. En Australie, la chanson atteint le top 20 en juin 1984, montant jusqu'à la treizième place après être entrée dans le top 100 en novembre 1983. Burning Up est choisie comme musique de fond pour une scène du film The Wild Life sorti en 1984.
| Pays                                     | Position |
| ---------------------------------------- | -------- |
| Australie Kent Music Report              | 13       |
| États-Unis Dance Music/Club Play Singles | 3        |

## Clip vidéo
Sire Records réclame un clip pour la chanson qui est réalisé par Steve Barron. Debi Mazar, une amie de Madonna, est engagée pour le maquillage et Maripol comme styliste ; Ken Compton, le petit ami de Madonna, y apparaît en interprétant son propre rôle. Au moment où la vidéo passe pour la première fois à la télévision, MTV vient juste de commencer à diffuser des clips de musique dance, le clip de Burning Up devient un petit succès sur la chaîne. La vidéo montre Madonna en robe blanche, déclarant sa flamme à son amoureux. Son amour pour le garçon la représente comme une victime impuissante, un stéréotype de la femme souvent représenté dans les films muets. À un moment donné, on peut voir Madonna sur le point d'être renversée par la voiture conduite par le jeune homme mais à la fin de la chanson, il y a un gros plan sur Madonna, souriante, au volant de la voiture à la place de l'homme, montrant ainsi qu'elle contrôlait la situation, un thème qui se retrouve tout au long de sa carrière. Bien que les paroles « Do you want to see me down on my knees ? » indique la faiblesse des femmes, la vidéo en montre le contraire. Quand Madonna prononce ces paroles, elle est à genoux sur la route devant la voiture, puis elle tourne la tête dans une posture de soumission. Cependant, le ton de sa voix et son regard montrent une certaine dureté et un air de défi qui contredisent sa posture et retournent le sens des paroles comme une épreuve pour son petit ami.
Andrew Morton dans sa biographie sur Madonna observe que la vidéo est la première insertion en Amérique de la politique sexuelle de Madonna. Robert Clyde Allen, dans son livre Channels of Discourse, compare ce clip à celui de Material Girl. Selon lui, les vidéos ont une fin ébranlée employant une série de jeux de mots et exposant un montage parodique d'excès associé avec le style de Madonna. Les messages qui sont montrés sont ceux de la religion et la sexualité. L'image de Madonna agenouillée et chantant sur son « amour flambant », effectue le travail idéologique traditionnel de l'utilisation de la subordination et de l'impuissance des femmes dans le Christianisme, afin de naturaliser leur position soumise dans la patriarchie. Georges-Claude Guilbert, dans son livre Madonna as postmodern myth, explique que les hommes deviennent sans importance. Madonna joue sur l'image des hommes en déstabilisant la réputation et le statut de la sexualité masculine dans la vidéo. Son expression de n'avoir aucune honte est interprétée par James B. Twitchell dans son ouvrage For Shame comme une tentative de se différencier des autres femmes artistes de l'époque.

## Interprétations scéniques

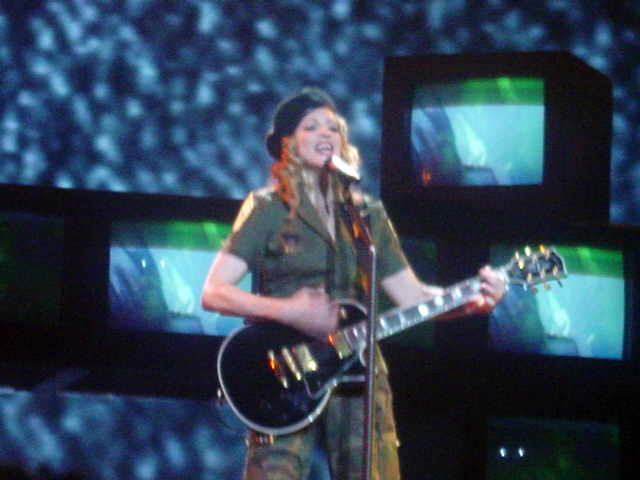
Madonna pendant l'interprétation de Burning Up dans le Re-Invention Tour

Avant sa sortie, Madonna promeut son single en interprétant sa chanson dans différentes discothèques aux alentours de New York. À cette époque, Madonna est déjà une artiste professionnelle et est assistée par ses danseurs Erika Belle et Bags Rilez pour la promotion. Après son passage dans de nombreux pubs et discothèques de New York, elle voyage jusqu'à Londres pour jouer Burning Up dans des boîtes de nuit telles que Heaven, Camden Palace (aujourd'hui KOKO), Beatroot Club ainsi que The Haçienda à Manchester mais ses performances ne sont pas bien reçues par le public britannique. La chanson est interprétée en 1985 dans le Virgin Tour mais n'est pas incluse dans la vidéo Live: The Virgin Tour enregistré par Warner Home Video. Dans la tournée, Burning Up se termine avec un enchaînement sur le début de Like a Virgin. Jon Pareles de The New York Times imite Marilyn Monroe durant l'interprétation de la chanson. Mikel Longoria de The Dallas Morning News trouve que la prestation est « vive et énergique ».
Madonna inclut le titre en 2004 dans la programmation du Re-Invention Tour. Elle porte un costume militaire et joue de la guitare électrique durant sa performance. Au moment où elle interprète la chanson, des scènes brouillées de guerre et de sexe sont affichées au fond de la scène, comme si elles étaient filmées par un caméscope. The New York Times décrit l'interprétation comme un souvenir de la prison d'Abou Ghraib. Sal Cinquemani de Slant Magazine commente que « c'était drôle de la voir jouer de la guitare électrique et chanter des classiques comme Burning Up ». Durant l'introduction de Madonna au Rock and Roll Hall of Fame en 2008, Burning Up est interprétée par le groupe The Stooges avant Ray of Light.

## Reprises
La chanson est reprise par le groupe Sonic Youth sous le titre « Ciccone Youth » qui apparaît sur l'album The White(y) Album sorti en 1986 ainsi que sur leur single Into the Groove(y). Elle est également reprise dans la série télévisée Glee et apparaît en tant que piste bonus sur l'album Glee: The Music, The Power of Madonna. Britney Spears reprend Burning Up lors de sa tournée Femme Fatale Tour. Spears apparaît sur une guitare géante et brillante, de trois mètres de haut et six mètres de large. Cependant, Barry Walters de Rolling Stone estime que la reprise « n'a pas le pouvoir de Madonna ».

## Versions du titre
Plusieurs versions album existent. La première (5:59) est disponible sur les vinyles et cassettes Madonna. La seconde (3:45) qui est alors utilisée comme support pour le clip vidéo, remplace l'originale sur toutes les éditions CD. Depuis, les rééditions de l'album contiennent la version du clip vidéo. En 1995, le single est réédité en CD single pour l'Allemagne ainsi que la majorité des autres singles de Madonna. Une version de la chanson (3:44) est rééditée en 2009 pour la compilation Celebration.
- Single 33 tours, version américaine [22]

1. Burning Up (version 7") – 5 min 56
2. Physical Attraction (version 7") – 6 min 35

- Single 33 tours, version australienne [23]

1. Burning Up (version alternative de l’album) – 4 min 48
2. Physical Attraction (version 7") – 3 min 52

- Single 45 tours, version française [24]

1. Burning Up – 3 min 50
2. Physical Attraction – 3 min 54

## Crédits
- Madonna - chant, auteur
- Reggie Lucas - producteur, guitare, programmation de la batterie
- Butch Jones - synthétiseur
- John « Jellybean » Benitez - remixage
- Fred Zarr - synthétiseur, pinaos électrique et acoustique
- Dean Gant - pianos électrique et acoustique
- Bobby Malach - saxophone ténor
- Ed Walsh - synthétiseur
- Gwen Guthrie - chœurs
- Brenda White - chœurs
- Chrissy Faith - chœurs

Source